# Eusthenia
Eusthenia is een geslacht van steenvliegen uit de familie Eustheniidae. De wetenschappelijke naam van het geslacht is voor het eerst geldig gepubliceerd in 1832 door Westwood.

## Soorten
Eusthenia omvat de volgende soorten:
- Eusthenia brachyptera (Tillyard, 1924)
- Eusthenia costalis Banks, 1913
- Eusthenia lacustris Tillyard, 1921
- Eusthenia nothofagi Zwick, 1979
- Eusthenia reticulata (Tillyard, 1921)
- Eusthenia spectabilis Westwood, 1832
- Eusthenia venosa (Tillyard, 1921)